# ميلياتسكا
يعد نهر الميلجاكا واحداً من المواقع الجغرافية الرئيسية للمدينة، يسير عبر المدينة من الشرق مرورا بالوسط إلى الجزء الغربي من المدينة حيث يلتقي في النهاية مع نهر بوسنة. كما تمر العديد من الأنهار الصغيرة والجداول عبر المدينة ولمناخ السائد في سراييفو هو مناخ قاري، وتقع بين المناطق المناخية في أوروبا الوسطى إلى الشمال والبحر الأبيض المتوسط إلى الجنوب. كما يعدل البحر الأدرياتيكي في سراييفو المناخ إلى حد ما، على الرغم من وجود الجبال في جنوب المدينة والتي تقلل من التأثير البحري. ويبلغ متوسط درجة الحرارة السنوي 9.5 درجة مئوية. وكانت أعلى درجة حرارة سجلت في المدينة يوم 19 أغسطس 1946، في حين بلغت أدنى درجة حرارة مسجلة، - 26.4 درجة مئوية يوم 25 يناير 1942.

## معرض صور

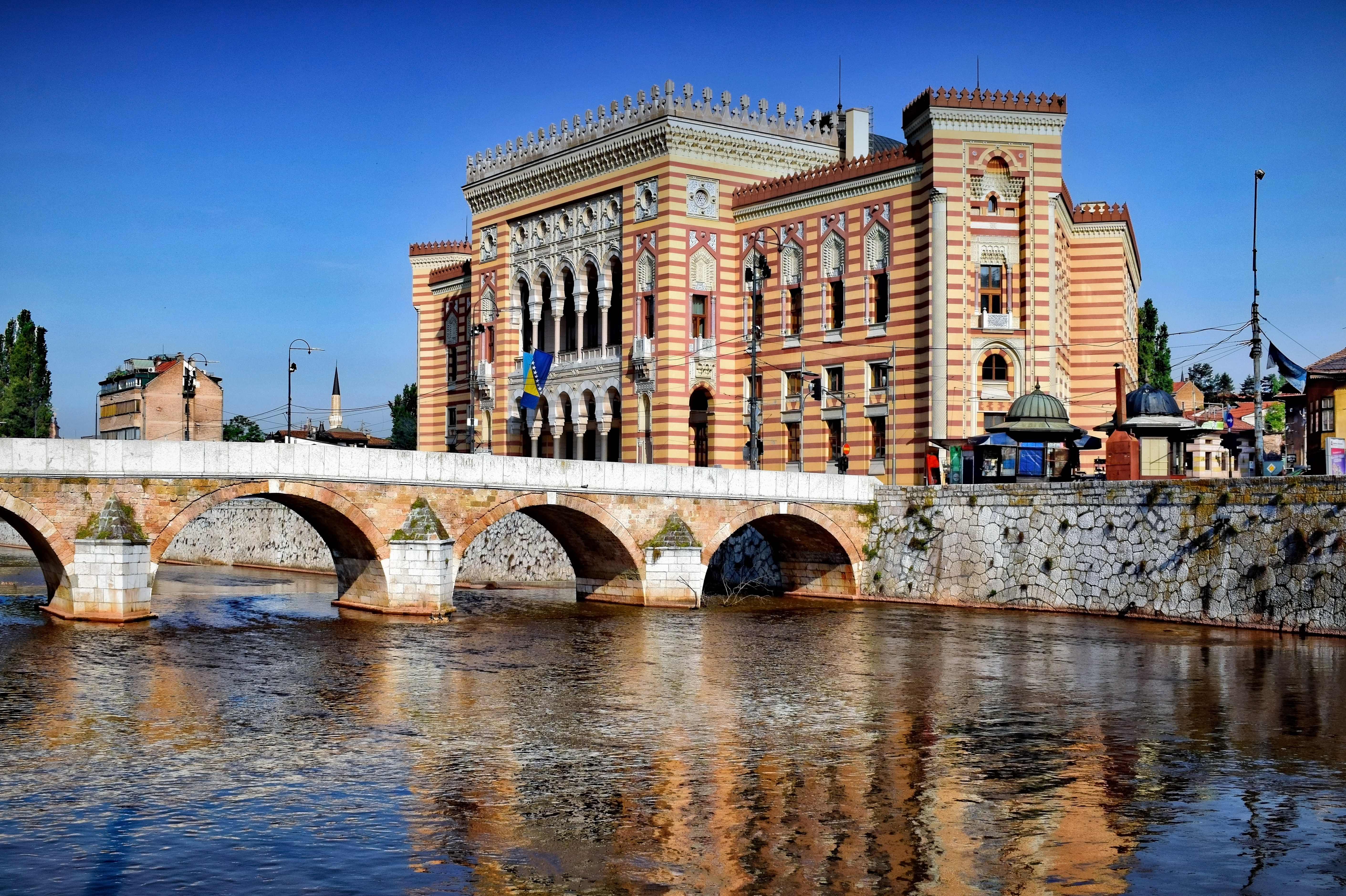
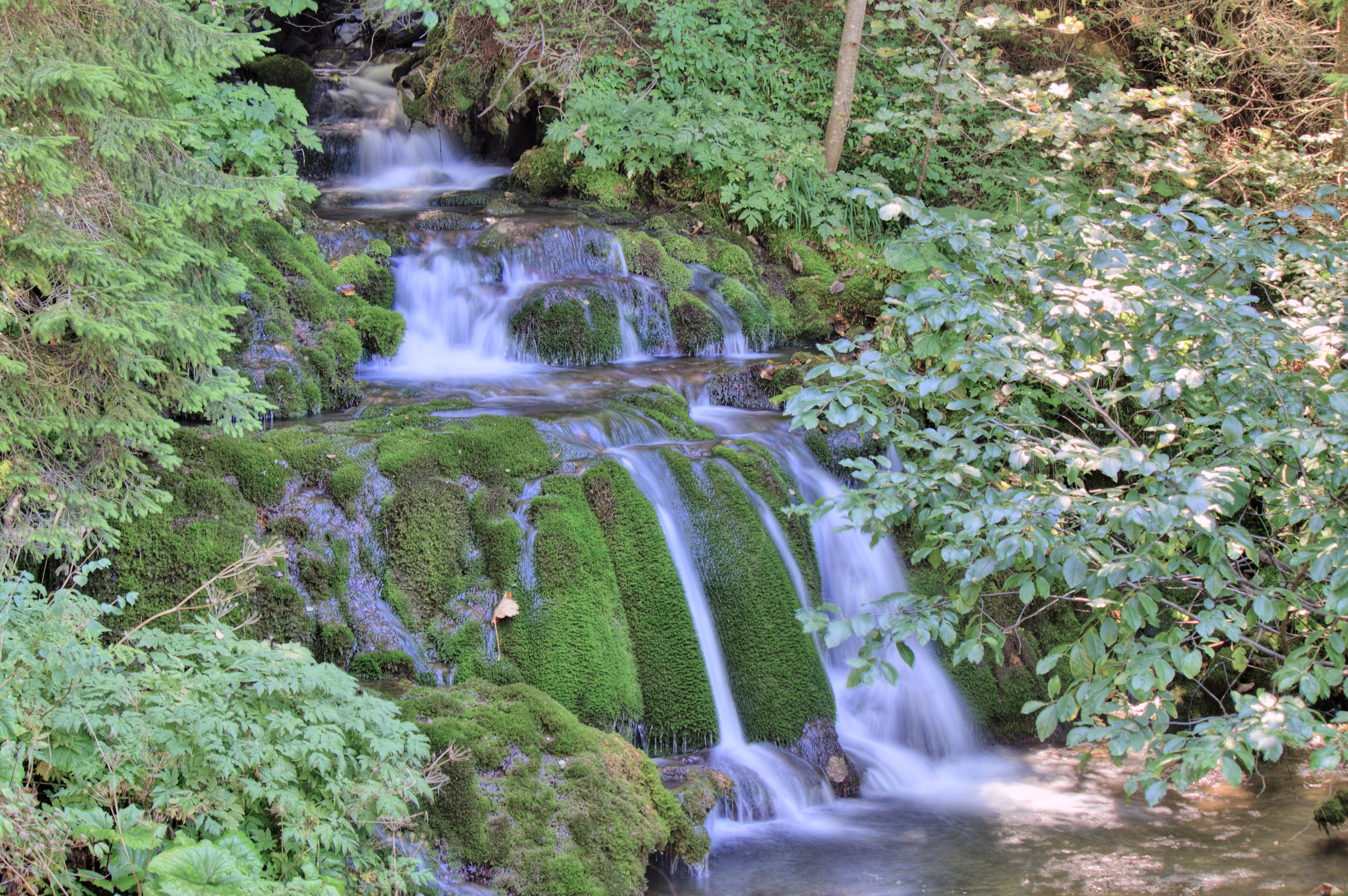
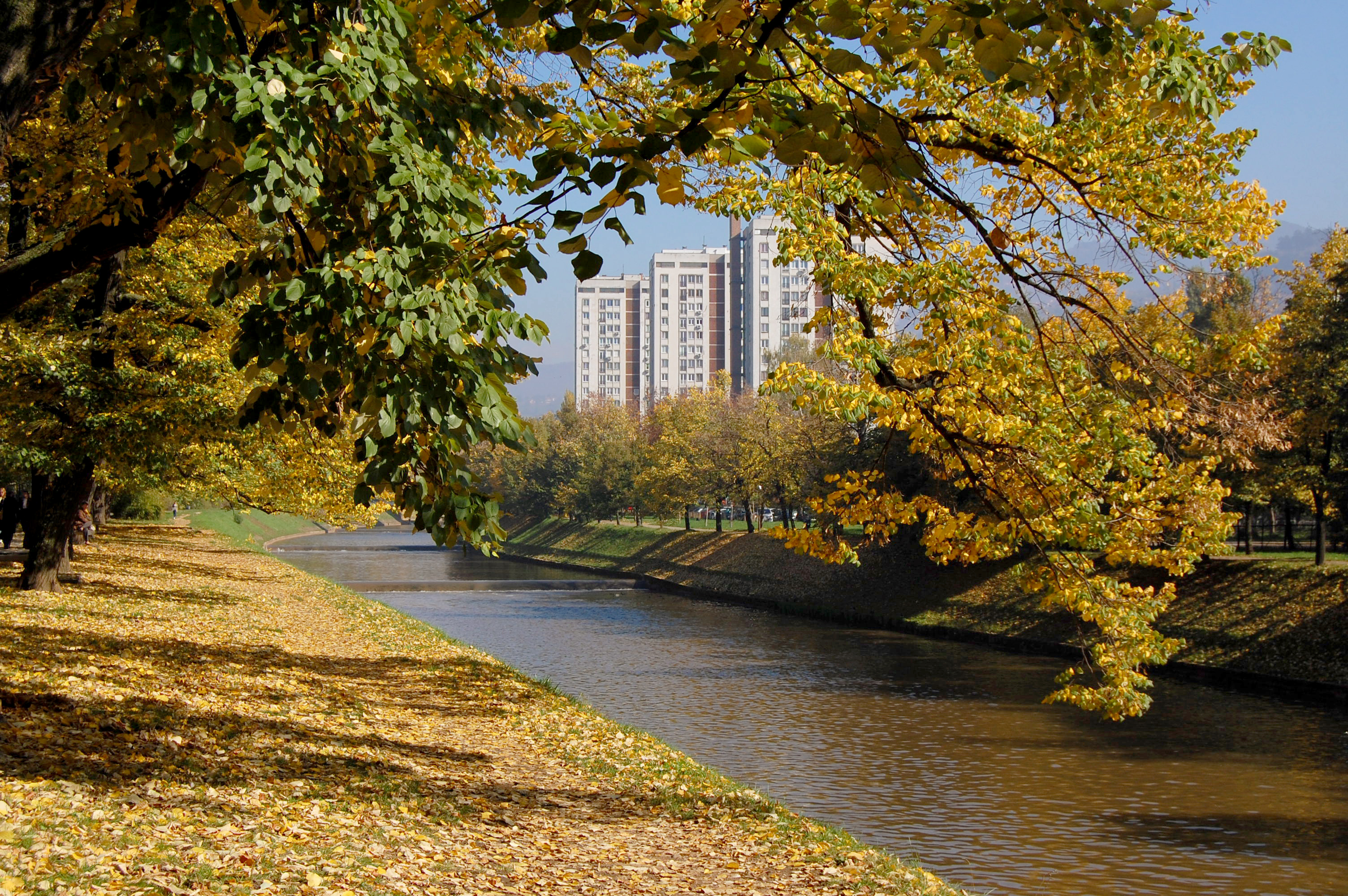
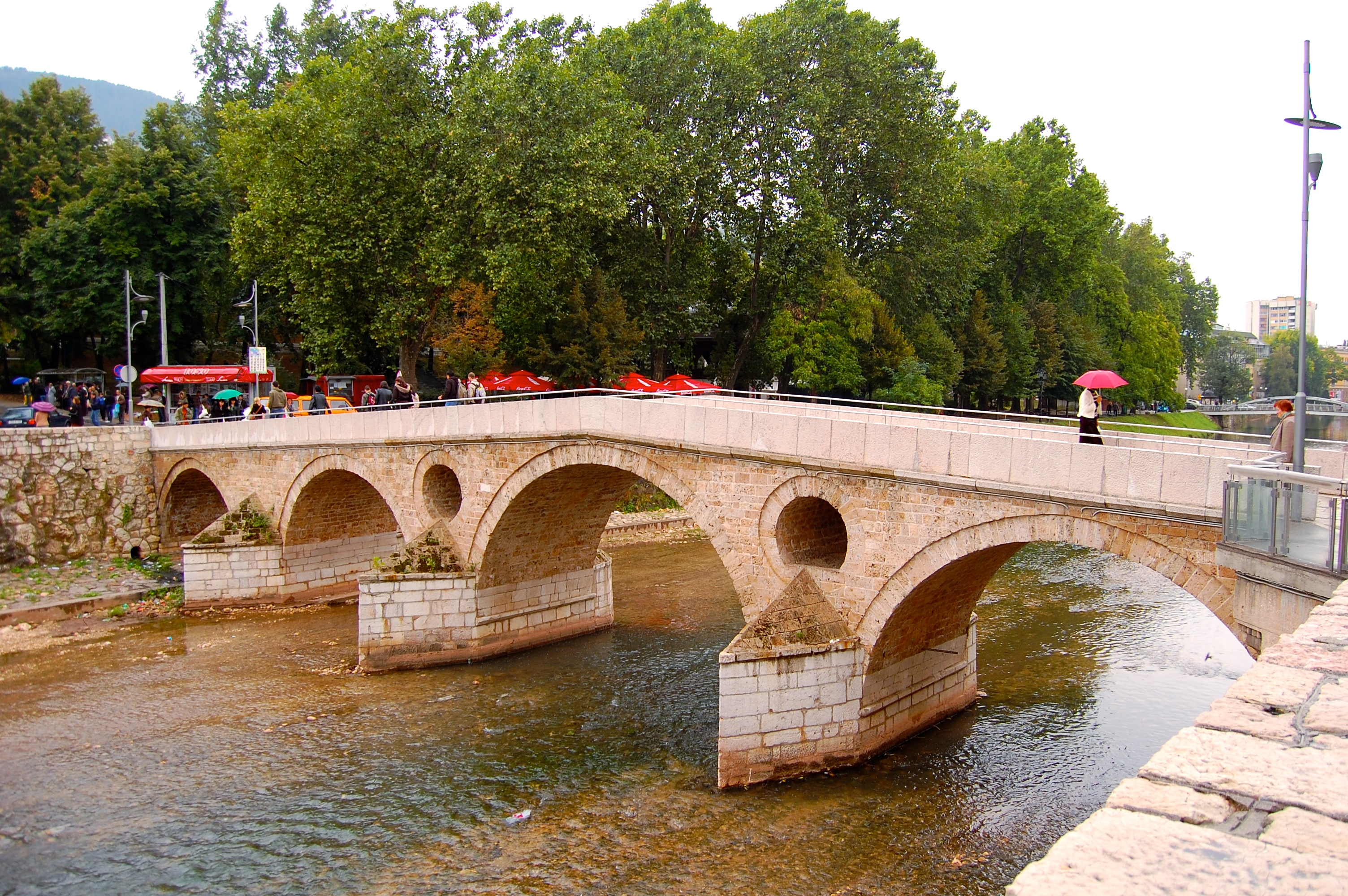
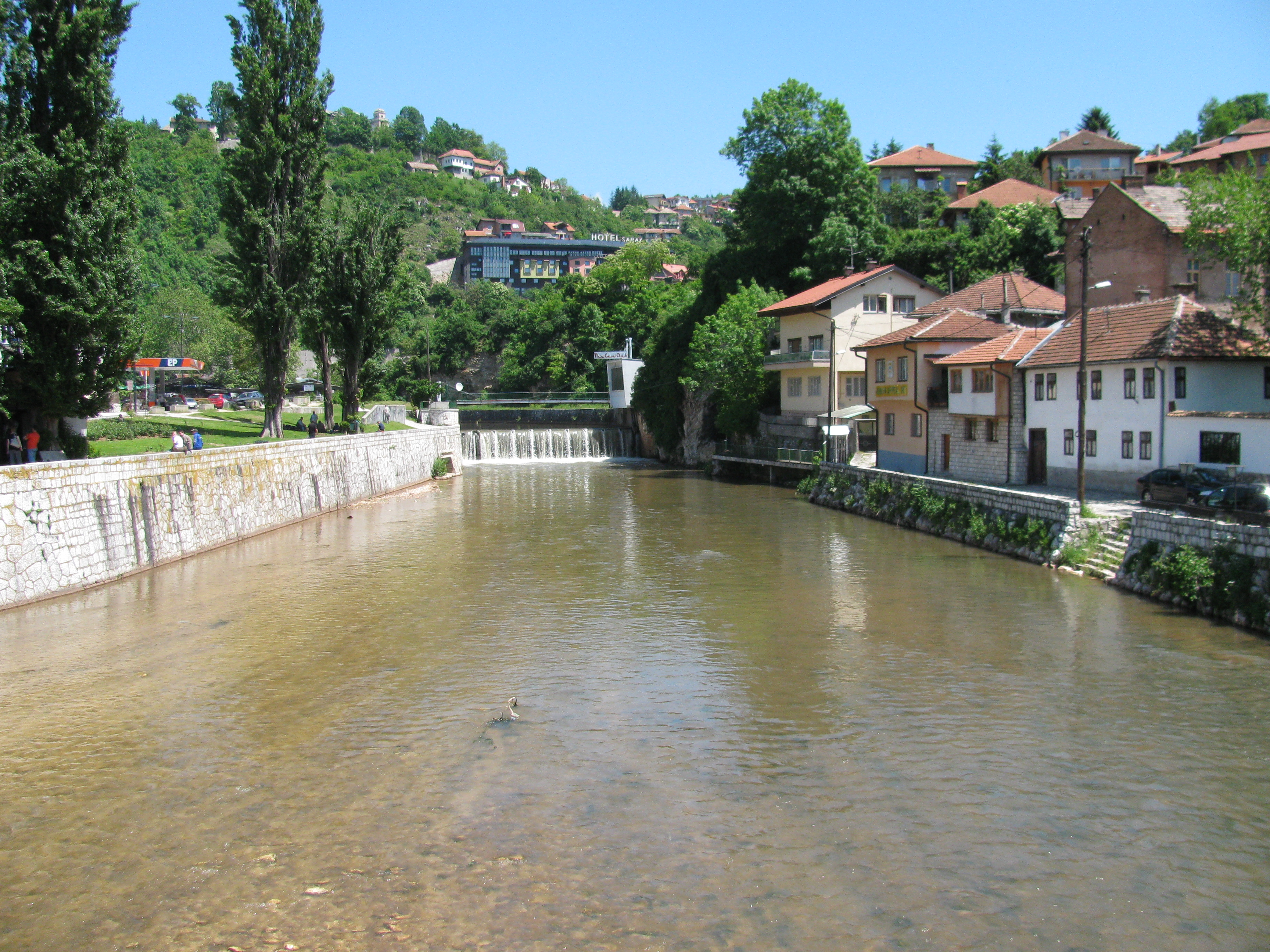
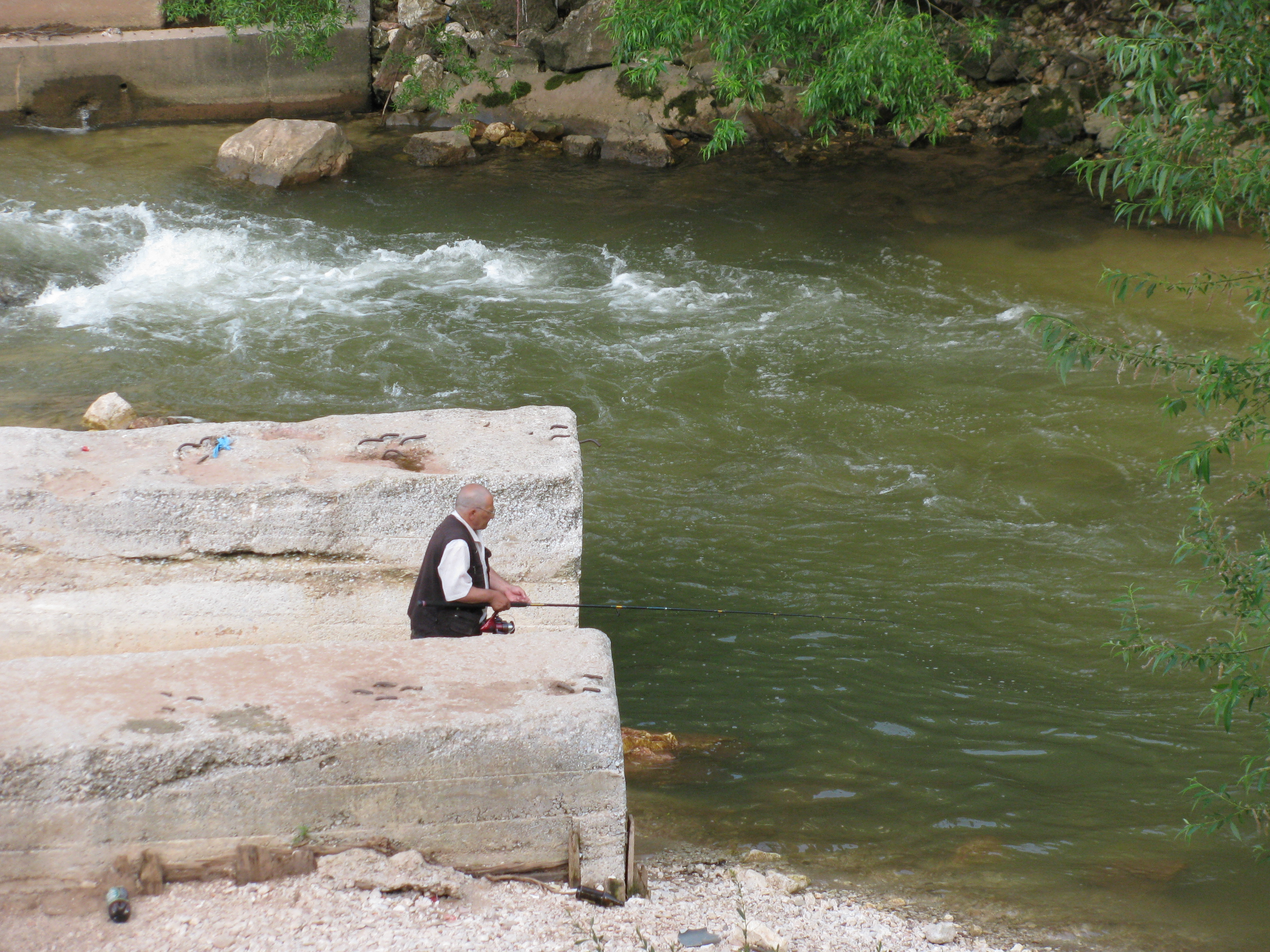